# Wedding Album
Wedding Album – trzeci i zarazem ostatni awangardowy album wydany przez Johna Lennona i Yoko Ono. Pierwsza edycja płyty zawierała dwa utwory, po jednym na każdej stronie płyty.
Utwór pierwszy, czyli John & Yoko to nagranie rozmowy telefonicznej przeprowadzonej między Lennonem i Ono. Druga piosenka - Amsterdam - to zapis rozmów oraz wywiadów zarejestrowanych podczas słynnego miesiąca miodowego Johna i Yoko (akcja Bed-In).
Album został wydany w pudełku zaprojektowanym przez Johna Kosha. Znajdowały się w nim rozmaite zdjęcia Johna i Yoko, rysunki Lennona, kopia aktu ślubu, zdjęcie tortu weselnego oraz książeczka z wycinkami prasowych wywiadów, jakich udzieliła para. Skompletowanie wszystkich dodatkowych elementów zajęło trochę czasu, dlatego ślubny album został wydany pół roku po zawarciu związku małżeńskiego. Spowodowało to słabe wyniki sprzedaży płyty. Wedding Album nie pojawił się na listach przebojów w Wielkiej Brytanii, w USA był on na 178. pozycji.
Pierwszą edycję albumu wydała wytwórnia Apple Records należąca do Beatlesów. W 1997 roku wytwórnia Rykodisc dokonała reedycji płyty, dodając do niej trzy bonusowe utwory autorstwa Yoko Ono.

## Lista utworów wersji z 1969 roku

### Strona pierwsza
1. "John & Yoko" – 22:41

### Strona druga
1. "Amsterdam" – 24:54

## Lista utworów reedycji
| 1. | "John & Yoko"                                                       | 22:41 |
|    |                                                                     |       |
| 2. | "Amsterdam"                                                         | 24:54 |
|    |                                                                     |       |
| 3. | "Who Has Seen the Wind?" (Yoko Ono)                                 | 2:03  |
|    |                                                                     |       |
| 4. | "Listen, The Snow is Falling"                                       | 3:22  |
|    |                                                                     |       |
| 5. | "Don't Worry Kyoko (Mummy's Only Looking for Her Hand in the Snow)" | 2:14  |
|    |                                                                     |       |
|    |                                                                     | 55:14 |
|    |                                                                     |       |

## Twórcy
1. John Lennon – gitary, instr. klawiszowe, odgłosy bicia serca, wokal
2. Yoko Ono – wokal, odgłosy bicia serca
3. Klaus Voormann – gitara elektryczna, gitara basowa
4. Nicky Hopkins – pianino, dzwonki
5. Hugh McCracken: – pianino, dzwonki